# Aura (Ozuna)
Aura è il secondo album in studio del cantante portoricano Ozuna, pubblicato il 24 agosto 2018.

## Tracce
1. Aura (featuring Arthur Hanlon) – 3:07
2. Me Dijeron – 2:50
3. Vaina Loca (featuring Manuel Turizo) – 2:56
4. Devuélveme – 3:08
5. Quiero Más (featuring Wisin & Yandel) – 4:04
6. Tu Olor – 3:13
7. Ibiza (featuring Romeo Santos) – 3:20
8. Escape – 3:10
9. Pasado y Presente (featuring Anuel AA) – 3:41
10. Aunque Me Porté Mal – 3:21
11. Sígueme los Pasos (featuring J Balvin & Natti Natasha) – 4:06
12. Hola – 2:48
13. Coméntale (featuring Akon) – 3:34
14. Única – 3:38
15. Haciéndolo (featuring Nicky Jam) – 3:52
16. La modelo (featuring Cardi B) – 4:15
17. Supuestamente (featuring Anuel AA) – 3:18
18. Monotonia – 2:55
19. Única (Remix) (featuring Anuel AA and Wisin & Yandel) – 3:36
20. Besos Mojados (featuring R.K.M & Ken-Y) – 3:11